# Charles Rathier
Charles Rathier est un homme politique français né le 12 février 1812 à Chablis (Yonne) et décédé le 6 avril 1888 à Tonnerre (Yonne).

## Biographie
Avoué à Tonnerre, il est maire de la ville. Il est représentant de l'Yonne de 1848 à 1849. Il est le frère de Jules Rathier et le père de Jean Rathier, députés de l'Yonne.

## Sources
- « Charles Rathier », dans Adolphe Robert et Gaston Cougny, Dictionnaire des parlementaires français, Edgar Bourloton, 1889-1891 [détail de l’édition]